# جزء مكتنز
الجزء المكتنز (بالإنجليزية: pars compacta) هو جزء من المادة السوداء ويقع في الدماغ المتوسط. يتكون من عصبونات دوبامينية الفعل ويقع وسط الجزء الشبكي. يتميز مرض باركنسون بموت العصبونات دوبامينية الفعل في هذه المنطقة.

## التشريح
لدى البشر، أجسام عصبونات الجزء المكتنز ملونة بالأسود بسبب صباغ الميلانين العصبي، وتزيد درجة تصبغها مع العمر. التصبغ مرئي كشريط أسود مميز في أجزاء من الدماغ وهو سبب الاسم الذي أُعطي لهذه المنطقة من الدماغ. للعصبونات تغصنات طويلة وسميكة بشكل خاص في هذه المنطقة. التغصنات البطنية -بشكل خاص- تمضي إلى الأسفل عميقا في الجزء الشبكي. تنتشر عصبونات أخرى مماثلة بشكل متفرق في الدماغ المتوسط وتشكل «مجموعات» ذات حدود غير محددة جيدا رغم أنها تستمر إلى الجزء الشبكي. تمت تسمية هذه العصبونات (من دون أي اعتبار للأجزاء الفرعية التشريحية) باسم «منطقة A8» و"A10". الجزء المكتنز في حد ذاته ("A9") مقسم فرعيا عادة إلى طبقة بطنية وظهرية، مع كون الأخيرة موجبة الكالبيندين. تُعتبر وتُسمى الطبقة البطنية A9v. الطبقة الظهرية A9d مرتبطة بمجموع يتكون أيضا من A8 وA10، يمثل A8 وA9d وA10 ‏ 28% من العصبونات دوبامينية الفعل. تستقبل العصبونات في الجزء المكتنز إشارات تثبيط من المحوارات الجانبية من عصبونات الجزء الشبكي.
تمتد عصبونات الجزء المكتنز دوبامينة الفعل بالعديد من محواراتها على طول المسار السوداوي المخططي إلى الجسم المخطط أين تحرر الناقل العصبي دوبامين. يوجد تنظيم تمتد فيه العصبونات دوبامينة الفعل السفلية إلى الجسم المخطط الحسي الحركي وتمتد العصبونات العليا إلى الجسم المخطط الترابطي. المحوارات دوبامينية الفعل تعصب (تزود بالعصب) عناصر أخرى في العقد القاعدية، بما في ذلك الكرة الشاحبة الجانبية والمتوسطة، الجزء الشبكي من المادة السوداء، ونواة أسفل المهاد.

## الوظيفة
وظيفة عصبونات الدوبامين في الجزء المكتنز للمادة السوداء معقدة. وعلى عكس ما كان يعتقد في البداية أن عصبونات الجزء المكتنز تحفز الحركة بشكل مباشر. بدلًا من ذلك، تلعب تلك العصبونات الجزء المكتنز دورًا غير مباشر من خلال تنظيم الدور المباشر للجسم المخطط بالمساهمة في التحكم الحركي الدقيق.